# 平池芳正
平池 芳正（ひらいけ よしまさ、11月16日 - ）は、日本のアニメ監督、アニメーション演出家。サテライト所属。

## 来歴
代々木アニメーション学院を卒業後、スタジオジュニオ（現：ジュニオ ブレイン トラスト）へ入社し、退社後はフリーランスの立場で各社の作品に参加。
『カレイドスター』で初監督、佐藤順一との関わりが強く作品参加も数多く経験したためかアニメ雑誌等で師弟関係と書かれている場合が多い。
『ARIA The NATURAL』で脚本デビュー以後、自身の監督作品ではシリーズ構成・脚本を担当することもある。その脚本デビューのきっかけも担当となる第22話「その ふしぎワールドで… / その アクアを守る者よ…」の放映が決定したその場にたまたま居合わせていたが故に佐藤に強引に依頼されたためである。
『AKB0048』や『ももくり』の監督を引き受けた縁で、2017年5月よりサテライト所属となる。

## 主な参加作品

### テレビアニメ
1996年
- セイバーマリオネットJ（制作進行）

1997年
- 救命戦士ナノセイバー（1997年 - 1998年、演出）
- さくらももこ劇場 コジコジ（1997年 - 1998年、演出助手・演出）

1999年
- パパと踊ろう（絵コンテ・演出）
- へっぽこ実験アニメーション エクセル・サーガ（1999年 - 2000年、演出）

2000年
- ヴァンドレッド（演出・演出助手）

2001年
- 新白雪姫伝説プリーティア（演出）
- ヴァンドレッド the second stage（2001年 - 2002年、助監督）
- ちっちゃな雪使いシュガー（2001年 - 2002年、演出）

2002年
- FF：U 〜ファイナルファンタジー:アンリミテッド〜（演出）
- 炎の蜃気楼（演出）
- 最終兵器彼女（絵コンテ・演出）

2003年
- らいむいろ戦奇譚（絵コンテ・演出）
- カレイドスター（助監督）
- カレイドスター 新たなる翼（2003年 - 2004年、監督）※ 佐藤順一と連名

2004年
- ケロロ軍曹（2004年 - 2011年、絵コンテ・演出）
- 巌窟王（2004年 - 2005年、演出）

2005年
- SoltyRei（2005年 - 2006年、監督・絵コンテ）

2006年
- ARIA The NATURAL（脚本・絵コンテ・演出）

2007年
- スケッチブック 〜full color's〜（監督・絵コンテ・演出）

2008年
- かんなぎ（絵コンテ）

2009年
- ファイト一発! 充電ちゃん!!（絵コンテ・演出）

2010年
- WORKING!!（監督・シリーズ構成・脚本・絵コンテ）
- 迷い猫オーバーラン!（第3話監督・脚本・絵コンテ）
- アマガミSS（監督・シリーズ構成・脚本・絵コンテ・選曲）

2011年
- ぬらりひょんの孫 〜千年魔京〜（絵コンテ）

2012年
- AKB0048（監督・絵コンテ）

2013年
- AKB0048 next stage（監督・絵コンテ）
- 東京レイヴンズ（絵コンテ）
- マギ The kingdom of magic（絵コンテ）

2014年
- M3〜ソノ黒キ鋼〜（OP演出）
- 繰繰れ! コックリさん（監督・全話脚本・#1絵コンテ・選曲・OP/ED絵コンテ・演出）

2015年
- 長門有希ちゃんの消失（OP絵コンテ・演出）

2016年
- マクロスΔ（絵コンテ）

2017年
- にゃんこデイズ（監督・シリーズ構成・脚本・絵コンテ・演出）
- 南鎌倉高校女子自転車部（絵コンテ）

2018年
- ヲタクに恋は難しい（監督・シリーズ構成・脚本・絵コンテ）

2020年
- ソマリと森の神様（絵コンテ）
- プリンセスコネクト!Re:Dive（絵コンテ）
- くまクマ熊ベアー（OP演出）
- 魔女の旅々（絵コンテ）

2021年
- ドラえもん（絵コンテ）
- スーパーカブ（絵コンテ）

2022年
- 黒の召喚士（監督・シリーズ構成・脚本・絵コンテ）

2023年
- シャングリラ・フロンティア（絵コンテ）

2025年
- 魔神創造伝ワタル（絵コンテ）
- 薬屋のひとりごと（ED絵コンテ・ED演出）

### OVA
- カレイドスター 新たなる翼 -EXTRA STAGE-（2004年、監督） ※ 佐藤順一と連名
- カレイドスター Legend of phoenix 〜レイラ・ハミルトン物語〜（2005年、演出協力）
- サクラ大戦 ニューヨーク・紐育（2007年、絵コンテ・演出）
- 異世界の聖機師物語（2009年、演出）

### Webアニメ
- ももくり（2015年、監督・シリーズ構成・脚本・絵コンテ）
- ReVdol!（2018年、監督[3]）

### その他
- 東京湾アクアライン20周年記念アニメーション「ありがとう20年、そしてこれからも」（2017年、監督）